# Heidi Løke
Heidi Løke (ur. 12 grudnia 1982 roku w Tønsbergu) – norweska piłkarka ręczna, reprezentantka kraju. Gra na pozycji obrotowej. W drużynie narodowej zadebiutowała 7 kwietnia 2006 roku. Obecnie występuje w norweskim Vipers Kristiansand. Od 20 marca 2025 jest asystentem w reprezentacji Polski szczypiornistek
Została wybrana najlepszą Piłkarką Ręczną na Świecie 2011 r.

## Życie prywatne
Jej bratem jest Frank Løke, reprezentant Norwegii w piłce ręcznej, a siostrą Lise Løke, także szczypiornistka. Była żoną Leifa Gautestada, norweskiego trenera szczypiorniaka, z którym ma syna Alexandra. Od 2010 do 2012 roku była związana z Karlem Erikiem Bøhnem, norweskim trenerem piłki ręcznej.

## Sukcesy reprezentacyjne
- Igrzyska Olimpijskie:
  -  2008, 2012
  -  2016
- Mistrzostwa Świata:
  -  2011, 2015
  -  2017
  -  2009
- Mistrzostwa Europy:
  -  2008, 2010, 2014, 2020
  -  2012

## Sukcesy klubowe
- Mistrzostwa Norwegii:
  -  2001, 2002, 2009, 2010, 2011
- Puchar Norwegii:
  -  2009, 2010, 2011
- Mistrzostwa Węgier:
  -  2012, 2013, 2014, 2016, 2017
- Puchar Węgier:
  -  2012, 2013, 2014, 2015, 2016
- Liga Mistrzyń:
  -  2011, 2013, 2014, 2017
  -  2012, 2016

## Nagrody indywidualne
- 2010 – najlepsza obrotowa Mistrzostw Europy (Dania i Norwegia)
- 2011 – najlepsza strzelczyni Ligi Mistrzyń
- 2011 – najlepsza obrotowa Mistrzostw Świata (Brazylia)
- 2012 – najlepsza obrotowa Igrzysk Olimpijskich (Londyn)
- 2012 – najlepsza obrotowa Mistrzostw Europy (Serbia)
- 2014 – najlepsza obrotowa Mistrzostw Europy (Węgry i Chorwacja)
- 2015 – najlepsza obrotowa Ligi Mistrzyń
- 2015 – najlepsza obrotowa Mistrzostw Świata (Dania)
- 2016 – najlepsza obrotowa Ligi Mistrzyń
- 2016 – najlepsza obrotowa Igrzysk Olimpijskich (Rio de Janeiro)

## Wyróżnienia
- 2011: Piłkarka Ręczna na Świecie Roku 2011